# Ciemna Dąbrowa
Ciemna Dąbrowa (deutsch Finsterdamerau) ist ein Dorf in der polnischen Woiwodschaft Ermland-Masuren. Es gehört zur Gmina Wielbark (Stadt- und Landgemeinde Willenberg) im Powiat Szczycieński (Kreis Ortelsburg).

## Geographische Lage
Ciemna Dąbrowa liegt in der südlichen Mitte der Woiwodschaft Ermland-Masuren, elf Kilometer südlich der Kreisstadt Szczytno (deutsch Ortelsburg).

## Geschichte
Die Gründungsurkunde von Finsterdamerau nennt den 12. März 1824 als Datum. Zwischen 1874 und 1945 war das Dorf in den Amtsbezirk Maldanietz (polnisch Małdaniec) eingegliedert, der – 1938 in „Amtsbezirk Maldanen“ umbenannt – zum ostpreußischen Kreis Ortelsburg gehörte.
Im Jahre 1910 waren in Finsterdamerau 243 Einwohner gemeldet. Ihre Zahl belief sich 1933 auf 219 und 1939 auf 226.
Aufgrund der Bestimmungen des Versailler Vertrags stimmte die Bevölkerung in den Volksabstimmungen in Ost- und Westpreußen am 11. Juli 1920 über die weitere staatliche Zugehörigkeit zu Ostpreußen (und damit zu Deutschland) oder den Anschluss an Polen ab. In Finsterdamerau stimmten 164 Einwohner für den Verbleib bei Ostpreußen, auf Polen entfielen keine Stimmen.
In Kriegsfolge wurde Finsterdamerau 1945 mit dem gesamten südlichen Ostpreußen an Polen überstellt. Das Dorf erhielt die polnische Namensform „Ciemna Dąbrowa“ und ist heute mit dem Sitz eines Schulzenamtes (polnisch Sołectwo) eine Ortschaft im Verbund der Stadt- und Landgemeinde Wielbark (Willenberg) im Powiat Szczycieński (Kreis Ortelsburg), bis 1998 der Woiwodschaft Olsztyn, seither der Woiwodschaft Ermland-Masuren zugehörig. Im Jahre 2011 zählte Ciemna Dąbrowa 143 Einwohner.

## Kirche
Bis 1945 war Finsterdamerau kirchlich nach Lipowitz (1933 bis 1945 Lindenort, polnisch Lipowiec) ausgerichtet: zur dortigen evangelischen Kirche in der Kirchenprovinz Ostpreußen der Kirche der Altpreußischen Union sowie zur Lipowitzer römisch-katholischen Pfarrei im damaligen Bistum Ermland. Heute gehört Ciemna Dąbrowa katholischerseits weiterhin zu Lipowiec, das jetzt dem Erzbistum Ermland zugeordnet ist. Die evangelischen Einwohner orientieren sich zur Kirche in Szczytno (Ortelsburg) in der Diözese Masuren der Evangelisch-Augsburgischen Kirche in Polen.

## Schule
Bis 1902 gehörte Finsterdamerau zum Schulverband Sabiellen (1938 bis 1945 Hellengrund, polnisch Zabiele). Seither hatte es eine eigene Schule, die jedoch erst ab 1912 über ein eigenes Schulgebäude verfügte.

## Verkehr
Ciemna Dąbrowa verfügt nicht über eine Bahnanbindung. Von Zabiele aus führt eine Nebenstraße direkt in den Ort.